# Casa Jüpner
La Casa Jüpner-Klenner, conocida como Casa Jüpner o Casa Angulo, es una construcción del año 1910 emplazada en Miraflores n° 96, esquina con Nuestra Señora del Carmen, en la ciudad de Puerto Varas, Región de Los Lagos, Chile.
Esta casa de valor histórico y artístico se caracteriza por su estilo arquitectónico típico de los colonos alemanes en el sur de Chile, de fines del siglo XIX y principios del Siglo XX. 
Fabricada enteramente de madera, los muros están revestidos de tejuelas.
La techumbre es de dos aguas paralelas.
Fue declarado Monumento Histórico el año 1992, mediante el D.S. 290 04/06/1992. En ese mismo decreto se declararon un conjunto de otros inmuebles considerados como de valor patrimonial, además de establecer la Zona Típica de la ciudad.